# Sauk County
Das Sauk County ist ein County im US-amerikanischen Bundesstaat Wisconsin. Im Jahr 2020 hatte das County 65.763 Einwohner und eine Bevölkerungsdichte von 30,3 Einwohnern pro Quadratkilometer. Der Verwaltungssitz (County Seat) ist Baraboo, das nach dem Baraboo River benannt wurde.

## Geografie
Das County liegt im mittleren Süden von Wisconsin und hat eine Fläche von 2197 Quadratkilometern, wovon 28 Quadratkilometer Wasserfläche sind.
Es wird im Nordosten, Südosten und Süden vom Wisconsin River begrenzt, einem linken Nebenfluss des Mississippi. Von West nach Ost wird das County vom Baraboo River durchflossen, bevor dieser im benachbarten Columbia County in den Wisconsin River mündet.
An das Sauk County grenzen folgende Nachbarcountys:
| Vernon County   | Juneau County | Adams County    |
| Richland County |               | Columbia County |
|                 | Iowa County   | Dane County     |

### Schutzgebiete
- Devil’s Lake State Park (Wisconsin)
- Mirror Lake State Park
- Natural Bridge State Park (Wisconsin)

## Geschichte
Das Sauk County wurde am 11. Januar 1840 aus Teilen des Crawford County, Dane County und Portage County gebildet. Benannt wurde es nach dem indigenen Volk der Sauk.

## Bevölkerung
Nach der Volkszählung im Jahr 2010 lebten im Sauk County 61.976 Menschen in 25.461 Haushalten. Die Bevölkerungsdichte betrug 28,6 Einwohner pro Quadratkilometer. In den 25.461 Haushalten lebten statistisch je 2,4 Personen.
Ethnisch betrachtet setzte sich die Bevölkerung zusammen aus 95,9 Prozent Weißen, 0,8 Prozent Afroamerikanern, 1,4 Prozent amerikanischen Ureinwohnern, 0,7 Prozent Asiaten sowie aus anderen ethnischen Gruppen; 1,2 Prozent stammten von zwei oder mehr Ethnien ab. Unabhängig von der ethnischen Zugehörigkeit waren 4,8 Prozent der Bevölkerung spanischer oder lateinamerikanischer Abstammung.
23,2 Prozent der Bevölkerung waren unter 18 Jahre alt, 60,4 Prozent waren zwischen 18 und 64 und 16,4 Prozent waren 65 Jahre oder älter. 50,3 Prozent der Bevölkerung waren weiblich.

Das jährliche Durchschnittseinkommen eines Haushalts lag bei 52.355 USD. Das Pro-Kopf-Einkommen betrug 26.144 USD. 9,7 Prozent der Einwohner lebten unterhalb der Armutsgrenze.

## Ortschaften im Sauk County
Citys
- Baraboo
- Reedsburg
- Wisconsin Dells1

Villages
| - Cazenovia2 - Ironton - La Valle - Lake Delton - Lime Ridge | - Loganville - Merrimac - North Freedom - Plain - Prairie du Sac | - Rock Springs - Sauk City - Spring Green - West Baraboo |

Census-designated place (CDP)
- Bluffview
- Lake Wisconsin3

Andere Unincorporated Communities
| - Black Hawk - Cassell - Crawford Crossing - Dellwood - Denzer | - Greens Corners - Hill Point - La Rue - Leland - Loddes Mill | - Loreta - Moon Valley - Sandusky - Valton - Witwen |

1 – teilweise im Adams, Columbia und im Juneau County

2 – teilweise im Richland County

3 – teilweise im Columbia County

## Gliederung
Das Sauk County ist neben den drei Citys und 14 Villages in 22 Towns eingeteilt:
| Town                | Einwohner (2010) | FIPS     |
| ------------------- | ---------------- | -------- |
| Town of Baraboo     | 1672             | 55-04650 |
| Town of Bear Creek  | 595              | 55-05600 |
| Town of Dellona     | 1552             | 55-19550 |
| Town of Delton      | 2391             | 55-19675 |
| Town of Excelsior   | 1575             | 55-24675 |
| Town of Fairfield   | 1077             | 55-24900 |
| Town of Franklin    | 652              | 55-27350 |
| Town of Freedom     | 447              | 55-27675 |
| Town of Greenfield  | 932              | 55-31250 |
| Town of Honey Creek | 733              | 55-35625 |
| Town of Ironton     | 660              | 55-37250 |

| Town                   | Einwohner (2010) | FIPS     |
| ---------------------- | ---------------- | -------- |
| Town of La Valle       | 1302             | 55-42850 |
| Town of Merrimac       | 942              | 55-51350 |
| Town of Prairie du Sac | 1144             | 55-65125 |
| Town of Reedsburg      | 1293             | 55-66825 |
| Town of Spring Green   | 1697             | 55-76050 |
| Town of Sumpter        | 1191             | 55-78525 |
| Town of Troy           | 794              | 55-80825 |
| Town of Washington     | 1007             | 55-83700 |
| Town of Westfield      | 571              | 55-85625 |
| Town of Winfield       | 856              | 55-87775 |
| Town of Woodland       | 790              | 55-88775 |